# Atelier Carpeaux
Atelier Carpeaux je budova v secesním stylu, která se nachází na adrese 39, bulvár Exelmans v Paříži.

## Historie a situace
Sochař Jean-Baptiste Carpeaux pracoval původně v jiné dílně v domě č. 25 na bulváru Exelmans. Datum postavení dílny s číslem 39 není známo, stavbu přestavěl v roce 1888 Édouard Lewicki, poté vdova po sochaři zadala přestavbu budovy Hectoru Guimardovi, který ji provedl v roce 1895 přidáním soch na fasádu. Jako poslední dílnu přestavěl v roce 1914 Paul Harant.

## Popis
Fasáda budovy v před-secesním stylu je symetrická a velmi střízlivá ve výběru materiálů.
První dvě podlaží mají fasádu z hladkého kvádrového kamene, kterou doplňují v prvním patře pouze dvě niky obsahující Carpeauxovy sochy. Hector Guimard upravil budovu v pravé horní části přízemí. Jeho styl se odráží také v přístavbě ve druhém patře, v dílně samotné. Osm modře natřených polí dílny je obehnáno červenými cihlami a zakončeno pískovcovým vlysem zdobeným dvanácti páry kruhů. Okna jsou ve svém středu oddělena dvěma malými vyřezávanými dřevěnými konzolami.
Fasádu doplňuje kamenný pás a řada pálených cihel.